# Villegailhenc
Villegailhenc település Franciaországban, Aude megyében. Lakosainak száma 1687 fő (2022. január 1.). Villegailhenc Aragon, Conques-sur-Orbiel, Pennautier és Villemoustaussou községekkel határos.

## Népesség
A település népessége az elmúlt években az alábbi módon változott:
| Lakosok száma | 951  | 1275 | 1337 | 1629 | 1650 | 1668 | 1735 | 1684 | 1658 | 1687 |
|               | 1968 | 1982 | 1990 | 2006 | 2013 | 2015 | 2017 | 2019 | 2020 | 2022 |